# 아누크 르페르
아누크 르페르(Anouck Lepere, 1983년 6월 12일 ~ )는 벨기에의 모델이다.